# خوزه آنخل بوئنو
خوزه آنخل بوئنو (انگلیسی: José Ángel Bueno؛ زادهٔ ۷ فوریهٔ ۱۹۹۱) بازیکن فوتبال اهل اسپانیا است.
از باشگاه‌هایی که در آن بازی کرده‌است می‌توان به باشگاه خیمناستیک تاراگونا اشاره کرد.